# Ministerio Federal para Personas Desplazadas, Refugiados y Víctimas de Guerra
El Ministerio Federal para Personas Desplazadas, Refugiados y Víctimas de Guerra (en alemán: Bundesministerium für Vertriebene, Flüchtlinge und Kriegsgeschädigte; BMVt) formó parte del gobierno federal de Alemania Occidental desde 1949 hasta 1969. 
Antes de la formación de la República Federal de Alemania en el territorio de las tres zonas aliadas occidentales (estadounidenses, británicas y francesas), los gobiernos estatales individuales estaban a cargo de la atención de las personas desplazadas. Inicialmente, la Oficina de Personas Desplazadas (en alemán: Amt für Heimatvertriebene) se formó para la tarea de política social de coordinar la integración de las personas desplazadas y los refugiados, atender a las víctimas de la guerra y proporcionar compensación y ayuda inicial. Cuando se formó el nuevo ministerio en septiembre de 1949 después de las elecciones parlamentarias, se hizo cargo de esta oficina.

## Historia
El primer ministro fue Hans Lukaschek, miembro del Bundestag por la Unión Demócrata Cristiana (CDU) y expresidente de la Zentralverband vertriebener Deutscher, una organización de alemanes desplazados. Antes de la guerra, era responsable de organizar la propaganda contra los polacos en la Alta Silesia. Tuvo ocho sucesores, hasta que en 1969 se disolvió el ministerio y sus competencias se distribuyeron entre otros ministerios federales. El ministerio fue blanco de varios escándalos y controversias, ya que el sucesor de Lukaschek, Theodor Oberlander, fue un ex nacionalsocialista activo, responsable de apoyar la limpieza étnica de judíos y polacos y obligado a renunciar debido a su pasado nacionalsocialista. Otro ministro, Hans Krüger, también ex nacionalsocialista, también se vio obligado a renunciar después de que se revelara su participación en atrocidades en la Polonia ocupada. En cuanto a Lukaschek, se especuló que su partida fue el resultado de intrigas hechas por ex nacionalsocialistas.

## Funciones
El ministerio inicialmente redactó el Lastenausgleichsgesetz y el Bundesvertriebenengesetz (aprobados en 1952 y 1953, respectivamente). Estas leyes se convirtieron en la base e sus actividades adicionales. 
El ministerio también ordenó una documentación de varios volúmenes de la expulsión de alemanes después de la Segunda Guerra Mundial (Dokumentation der Vertreibung der Deutschen aus Ost-Mitteleuropa), que fue preparada por una gran comisión científica dirigida por el exactivista nacionalsocialista Theodor Schieder. El proyecto de investigación tardó aproximadamente diez años en completarse. El Königsberger Kreis, protagonizado por los ex nacionalsocialistas Theodor Schieder y Werner Conze, y el historiador nacionalista Hans Rothfels desempeñaron un papel crucial en esta comisión. anteriormente había proporcionado justificaciones ideológicas para la política agresiva del Volkstum del Tercer Reich en dirección este.

## Ministros
| Nombre                                                                      | Partido políticos                                     | Inicio                                                | Término                                               | Canciller (Gabinete)                                  |
| Ministro Federal para Asuntos de Personas Desplazadas                       | Ministro Federal para Asuntos de Personas Desplazadas | Ministro Federal para Asuntos de Personas Desplazadas | Ministro Federal para Asuntos de Personas Desplazadas | Ministro Federal para Asuntos de Personas Desplazadas |
| --------------------------------------------------------------------------- | ----------------------------------------------------- | ----------------------------------------------------- | ----------------------------------------------------- | ----------------------------------------------------- |
| Hans Lukaschek (1885-1960)                                                  | CDU                                                   | 20 de septiembre de 1949                              | 20 de octubre de 1953                                 | Adenauer ( I )                                        |
| Theodor Oberländer (1905-1998)                                              | GB / BHE                                              | 20 de octubre de 1953                                 | 31 de enero de 1954                                   | Adenauer (II)                                         |
| Ministro Federal para Personas Desplazadas, Refugiados y Víctimas de Guerra |                                                       |                                                       |                                                       |                                                       |
| Theodor Oberländer (1905-1998)                                              | GB / BHE (hasta 1955) CDU (desde 1955)                | 1 de febrero de 1954                                  | 4 de mayo de 1960                                     | Adenauer (II • III)                                   |
| Hans-Joachim von Merkatz (1905-1982)                                        | CDU                                                   | 27 de octubre de 1960                                 | 14 de noviembre de 1961                               | Adenauer (III)                                        |
| Wolfgang Mischnick (1921–2002)                                              | FDP                                                   | 14 de noviembre de 1961                               | 15 de octubre de 1963                                 | Adenauer (IV • V)                                     |
| Hans Krüger (1902-1971)                                                     | CDU                                                   | 17 de octubre de 1963                                 | 7 de febrero de 1964                                  | Erhard (YO)                                           |
| Ernst Lemmer (1898-1970)                                                    | CDU                                                   | 19 de febrero de 1964                                 | 26 de octubre de 1965                                 | Erhard (YO)                                           |
| Johann Baptist Gradl (1904-1988)                                            | CDU                                                   | 26 de octubre de 1965                                 | 1 de diciembre de 1966                                | Erhard (II)                                           |
| Kai-Uwe von Hassel (1913–1997)                                              | CDU                                                   | 1 de diciembre de 1966                                | 5 de febrero de 1969                                  | Kiesinger ( I )                                       |
| Heinrich Windelen (1921-2015)                                               | CDU                                                   | 7 de febrero de 1969                                  | 21 de octubre de 1969                                 | Kiesinger ( I )                                       |